# Musée du Capitole de l'État de Californie
Le Musée du Capitole de l'État de Californie est un musée situé dans et autour du Capitole de l'État de Californie à Sacramento, en Californie, aux États-Unis. Le bâtiment abrite la Législature de l'État de Californie depuis 1869. Le musée du Capitole de l'État est une propriété du réseau des parcs d'État de Californie depuis 1982.

## Musée du Capitole
Bien que l’ensemble du bâtiment puisse être considéré comme un musée, le cœur du Capitol Museum se trouve au premier étage et au sous-sol de la section originale du bâtiment où se trouve le bureau de visite (B-27), un petit théâtre présentant plusieurs courts métrages sur l’histoire du Capitole, la boutique de cadeaux et la fresque murale d'Arthur Mathew, l'« Histoire de la Californie ». Au premier étage, il y a deux salles d'expositions tournantes que les visiteurs peuvent visiter ainsi que les bureaux historiques restaurés du secrétaire d'État, du trésorier et du gouverneur de Californie.
Le centre de la rotonde abritait la statue en marbre du dernier appel de Colomb à la reine Isabelle, de 1883 à 2020. Elle a été sculptée par Larkin Mead. Darius Ogden Mills, banquier et philanthrope l'offre à la Californie. Une déclaration conjointe de juin 2020 de la sénatrice pro tempore de Californie, Toni Atkins, du président de l'Assemblée, Anthony Rendon, et du président du Comité du règlement de l'Assemblée, Ken Cooley, déclare que le retrait de la statue est fondé sur « l’impact mortel qu’a eu son arrivée dans cet hémisphère sur les populations autochtones ». Elle a été retirée le 7 juillet 2020.

## Parc du Capitole

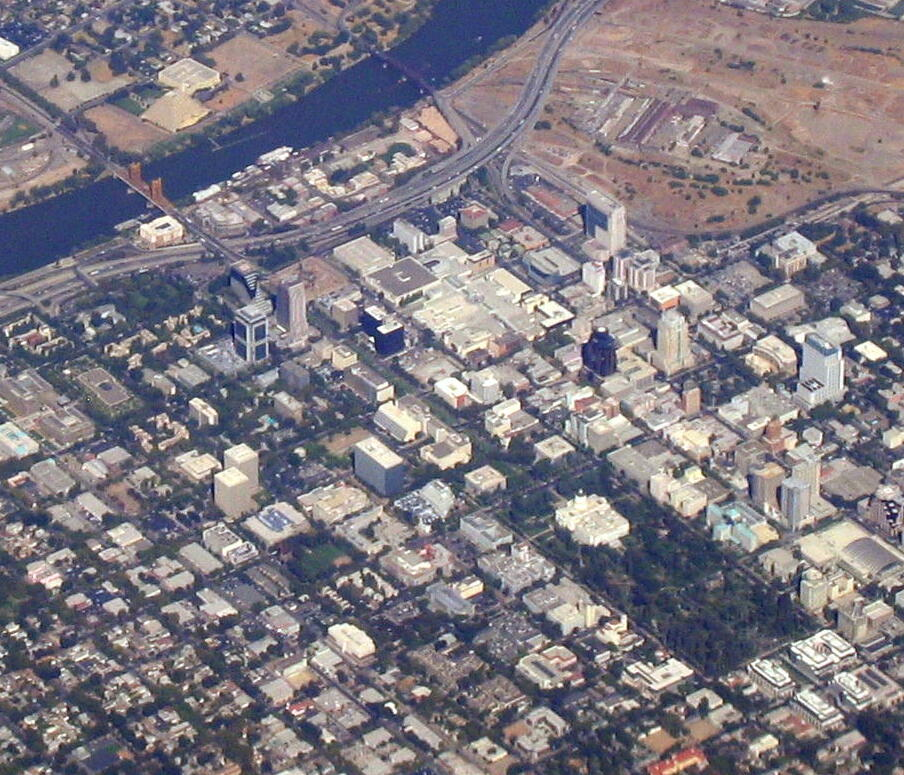
Vue aérienne de Sacramento (de 2006) ; le Tower Bridge est dans le coin supérieur gauche, traversant la rivière Sacramento, menant vers l'est le long du centre commercial vers le bâtiment du Capitole et du parc du Capitole.

Il y a 40 acres (16 ha) de jardins dans le parc du Capitole environnant, dans lesquels sont plantés des arbres et des arbustes importés du monde entier. qui sont au nombre de 1140 environ (sans compter les arbustes) représentant plus de 200 espèces d’arbres.
Le terrain comprend également environ 155 monuments commémoratifs d’événements et de personnes importants liés à la Californie, ainsi que d’autres points d’intérêt. Une sélection seulement est présentée ci-dessous, regroupée par section, d’ouest en est (de la 9e rue à la 15e rue), puis du nord (de la rue L) au sud (de la rue N) dans chaque section :
Entre les 9e et 10e rues :
- La promenade Earl Warren, dédiée à l'ancien gouverneur et juge en chef de la Cour suprême des États-Unis, marque le chemin qu’il a emprunté pour se rendre du Capitole au Sutter Club.
- El Soldado Hommage aux soldats américano-mexicains[3] de la Seconde Guerre mondiale, à l’initiative de la Sociedad de Madres Mexicanas, desmères Gold Star.
- Le mémorial des agents de la paix de Californie, qui rend hommage aux officiers morts en service et à ceux qu’ils ont laissés derrière eux.

Entre les 10e et 11e rues :
- Monument historique enregistré en Californie no 872, désignant le complexe du Capitole comme monument historique.
- Le Grand Sceau de l'État de Californie, coulé en bronze et placé à l’ouest des marches en 1952, a été suivi par les sceaux commémoratifs amérindiens et hispano-mexicains en 2002.
- La pierre angulaire du Capitole, près de l'entrée nord, posée en 1978 pour remplacer la pierre angulaire originale de 1861.
- L'arbre lunaire d'Apollo 14, planté  comme un jeune arbre en 1976 qui a été cultivé à partir d’une graine (parmi des centaines) portée par le pilote du module de commande Stuart Roosa pendant la mission de 1971.
- Le mémorial des Sœurs de la Miséricorde, en l’honneur de l’ordre religieux arrivé à Sacramento en 1857 pour s’occuper des enfants des mineurs et servir les malades et les sans-abri. Le terrain qu’ils ont acheté pour construire une école est devenu le site du Capitole.
- Le mémorial du 11 septembre, comprenant une plaque et trois rosiers, inauguré à l'occasion du premier anniversaire des attentats.
- La plaque des anciens combattants de la guerre civile en Californie, située à l’entrée est, a été consacrée en 1963 aux anciens combattants de ce conflit.
- Le repère de relevé géodésique et côtier des États-Unis, placé en 1888, se trouve à 38°34'35"N par 121°29'33"W.
- Le mémorial du sénateur Capitol Kitty, en mémoire du félin bien-aimé résident du parc du Capitole[4].

Entre les 11e et 12e rues :
- Le Pioneer Camellia Grove créé en 1942 par les Fils et Filles Autochtones du Grand Ouest en hommage aux pionniers de la ville et du comté de Sacramento.
- Une statue grandeur nature de Junípero Serra, un missionnaire catholique romain envoyé par l'Espagne pour aider à coloniser la Californie. À sa base se trouve une carte des 21 missions de Californie, de San Diego à Sonoma.
- Derrière la statue de Serra se trouve une cloche commémorative d'El Camino Real, placée par la Fédération californienne des clubs de femmes et la California State Automobile Association pour célébrer le placement des cloches originales le long de la route en 1906 par la CFWC.
- Le bosquet commémoratif de la guerre civile a été planté en 1897 avec des jeunes arbres provenant de célèbres champs de bataille de la guerre civile.
- Au sein du bosquet se dresse le mémorial du révérend Thomas Starr King, à l'origine l'une des deux statues représentant la Californie dans le Statuary Hall du Capitole des États-Unis, mais remplacée en 2009 par le gouverneur et président Ronald Reagan.
- Le mémorial des vétérans de la guerre d'Espagne, communément appelé « Le randonneur », d'après l'apparence de l'uniforme.
- La cloche du navire de USS California, le seul cuirassé de type dreadnaught construit sur la côte Pacifique. Coulé à Pearl Harbor, il fut renfloué, réaménagé et rejoint la flotte en 1944.
- La reproduction de la Liberty Bell, l'une des cinquante-trois répliques coulées en 1953 dans le cadre d'une campagne nationale d'obligations d'épargne.
- Les arbres commémoratifs de la Première Guerre mondiale, plantés en 1921 à la mémoire du premier soldat californien inconnu à mourir dans ce conflit.
- Le Governor Hiram W. Johnson Memorial Parkway, dédié au gouverneur progressiste et écologiste.
- Le mémorial des travailleurs des autoroutes du département des Transports de Californie, en mémoire des travailleurs de CalTrans tués dans des incidents liés au travail.
- Y-ET-IM TEH-LEI-LI Rocher de broyage des indiens de Californie[5].

Entre les 13e et 14e rues :
- L'insectarium, construit en 1908 comme centre de recherche, est maintenant utilisé comme zone de service pour les équipes d'entretien du département des services généraux.
- Le mémorial des pompiers de Californie érigé pour honorer le pompier mort au feu[6].
- Le California Veterans Memorial, un obélisque en granit honorant les vétérans californiens de la guerre américano-mexicaine, de la guerre civile, de la guerre hispano-américaine, de la Première Guerre mondiale, de la Seconde Guerre mondiale, de la guerre de Corée, de la guerre du Vietnam et de la guerre du Golfe persique[7].
- À côté du mémorial des vétérans se trouve le monument Purple Heart, en l'honneur des vétérans tués, blessés ou handicapés au combat.

Entre les 14e et 15e rues :
- Le mémorial Californien des anciens combattants du Vietnam, avec des figures en bronze grandeur nature d'hommes et de femmes militaires représentant la vie militaire au Vietnam et présentant des gravures portant les noms de Californiens tués ou portés disparus au combat[8].
- Le jardin de roses de la paix mondiale, un jardin de 0,42 acre avec environ 650 roses dans plus de 140 variétés de couleurs et de parfums exposés.
- La section des plantes indigènes de Californie, créée en 1911 grâce aux efforts des fils et filles autochtones de l’Ouest doré, plantait presque exclusivement de la flore indigène de l’état.

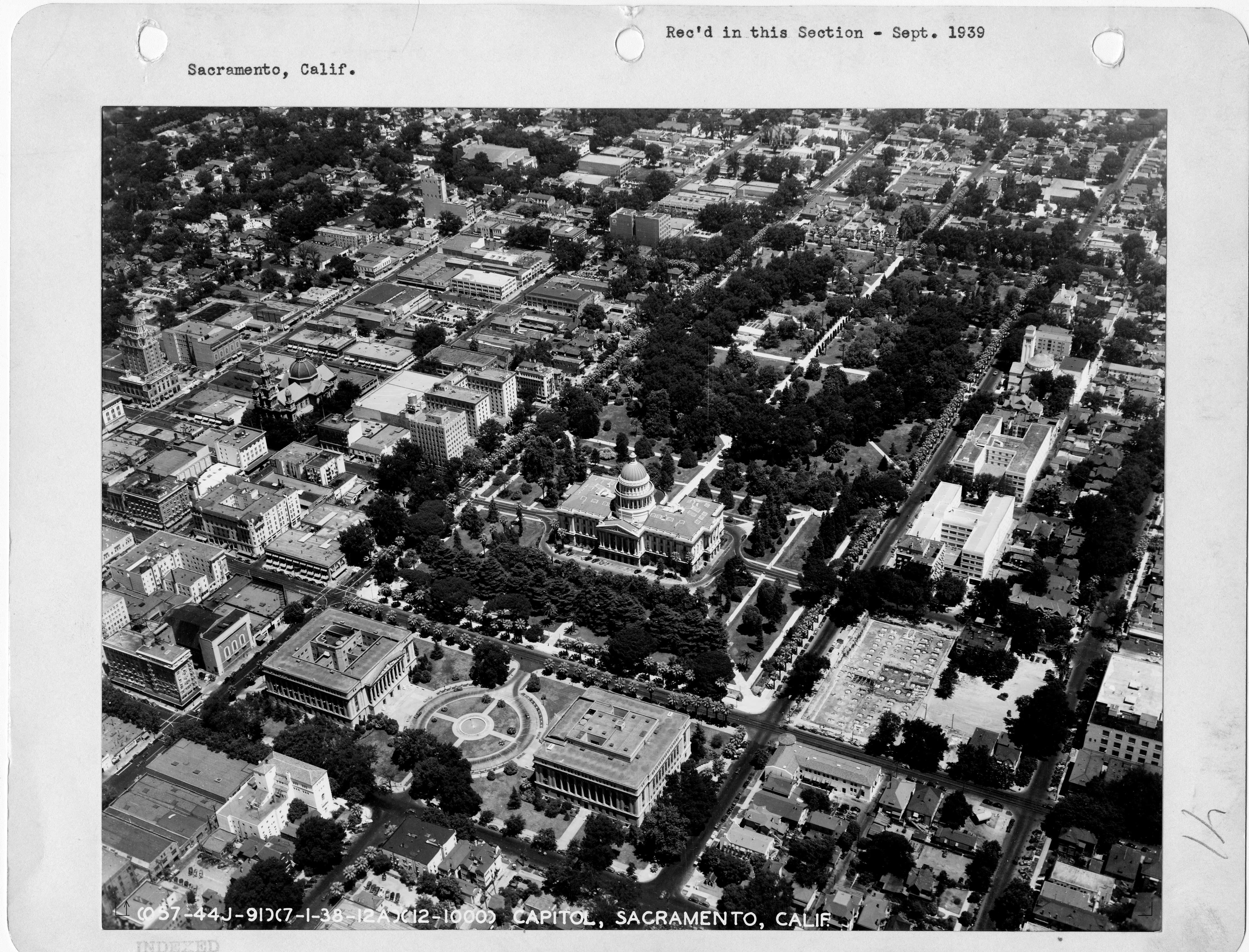
Photographie aérienne du parc du Capitole, c. 1940s.
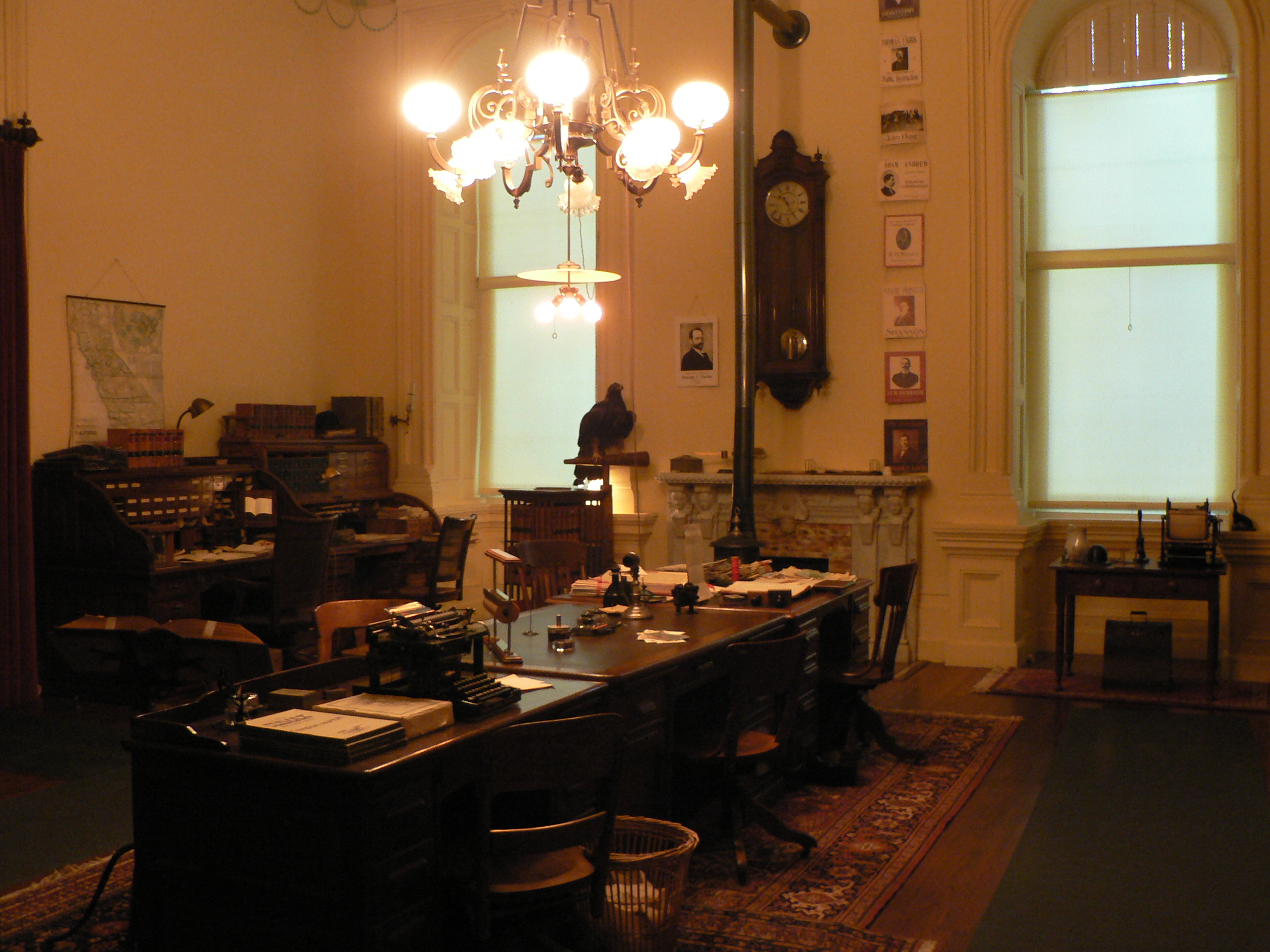
Reconstitution du bureau du secrétaire d'État de Californie en novembre 1902.
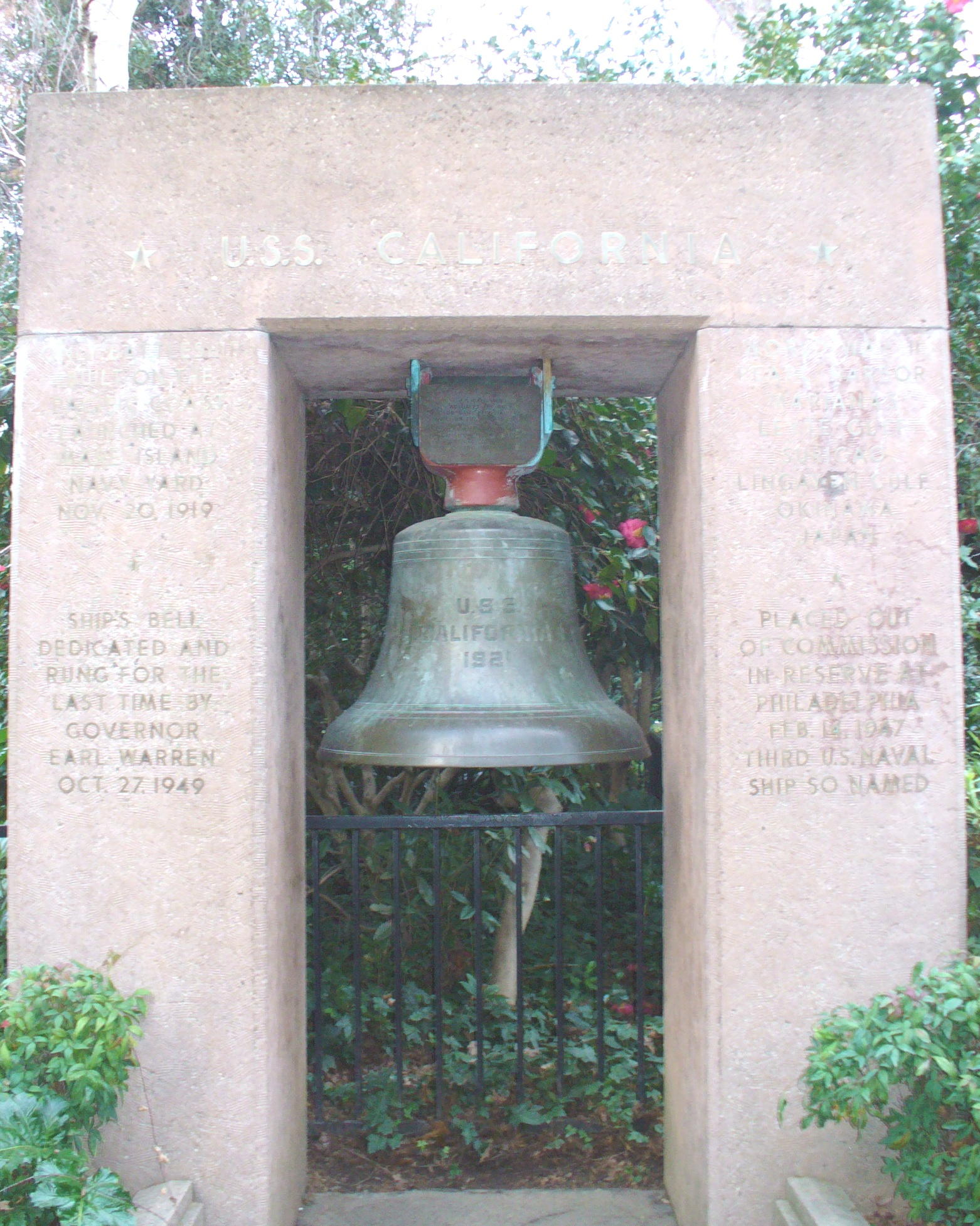
Une cloche de USS California est exposée au California State Capitol Museum.
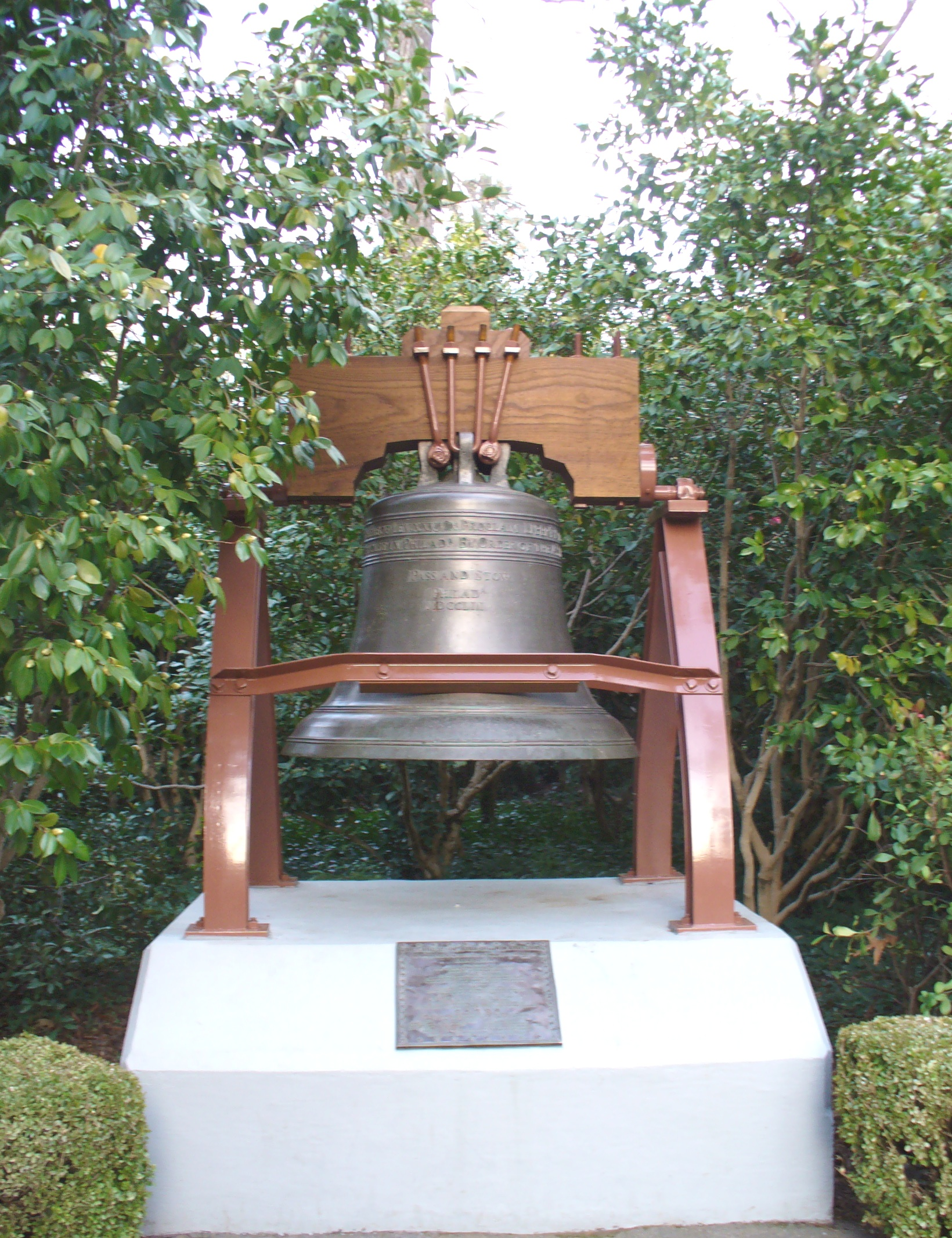
Une reproduction de la Liberty Bell est exposée au California State Capitol Museum.
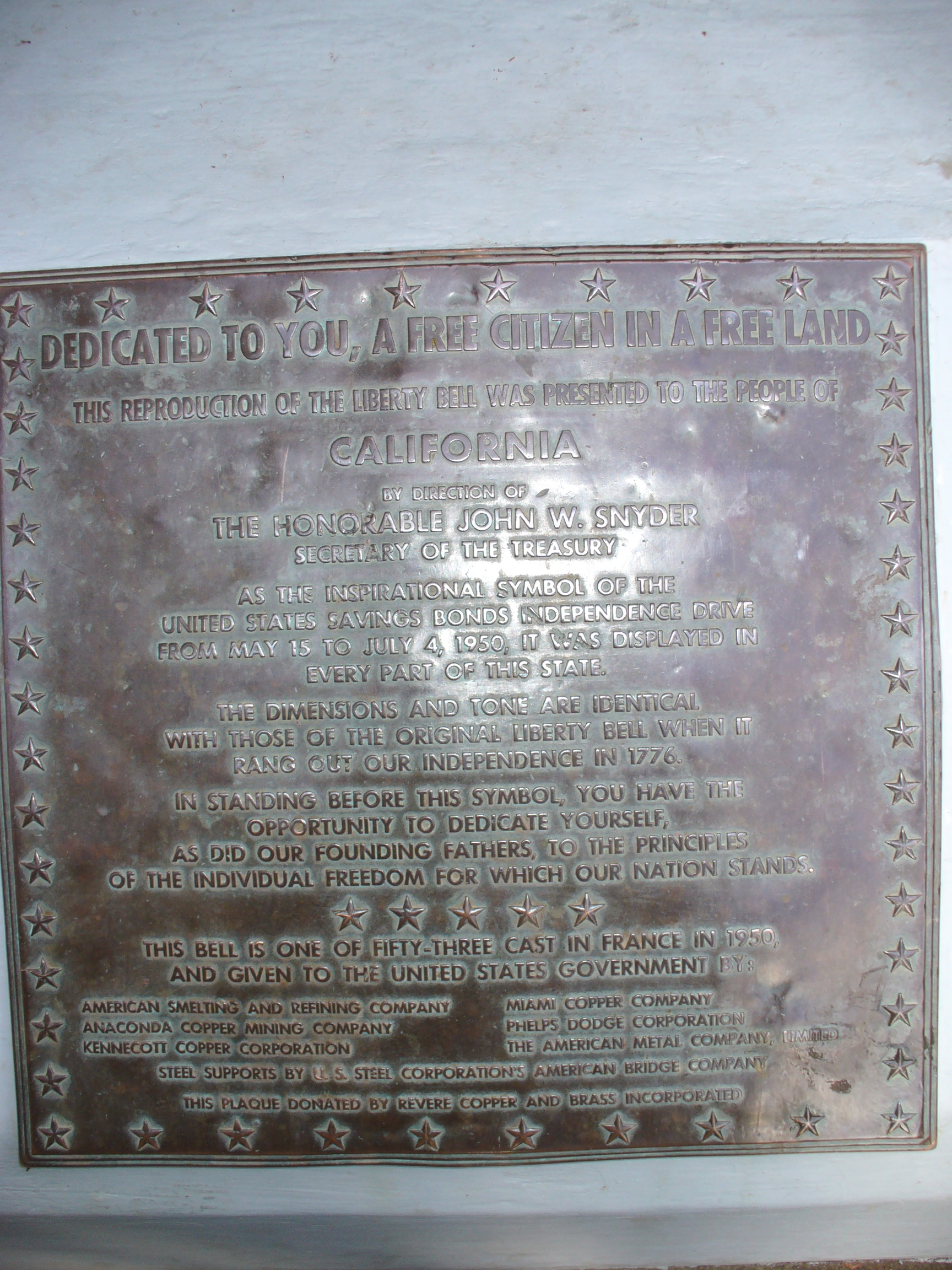
L'inscription, qui dit en partie : « Dédié à vous, citoyen libre dans un pays libre... En vous tenant devant ce symbole, vous avez l'occasion de vous consacrer, comme l'ont fait nos pères fondateurs, aux principes de la liberté individuelle que défend notre nation. »
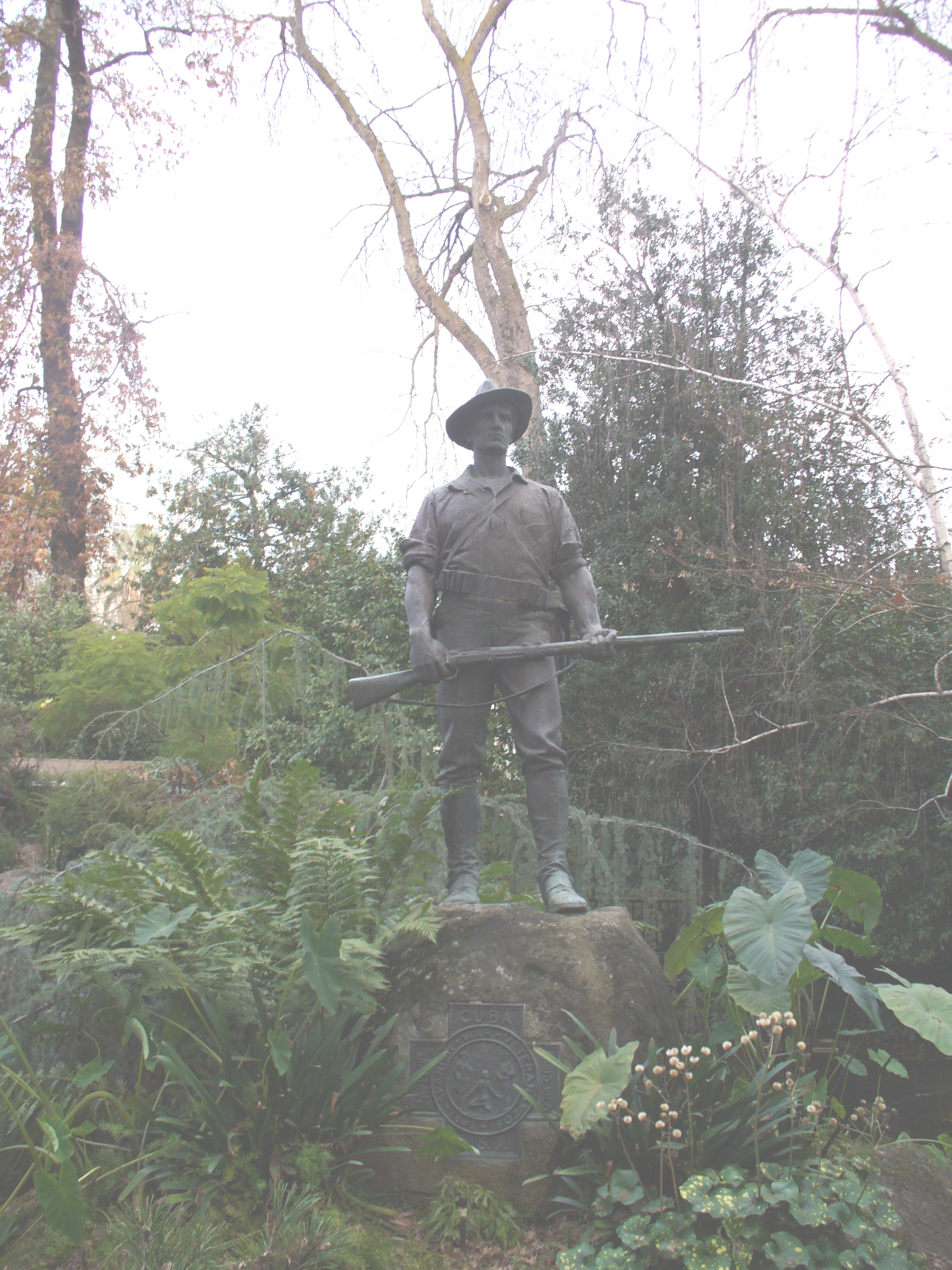
Une statue en hommage à ceux qui ont servi pendant la guerre hispano-américaine.

## liens externes
- Mémorial El Soldado
- Mémorial des agents de la paix de Californie
- Mémorial des pompiers de Californie
- Mémorial des vétérans du Vietnam en Californie
- Musée du Capitole de l'État de Californie
- Page du musée du Capitole de l'État de Californie